# パリ第10大学

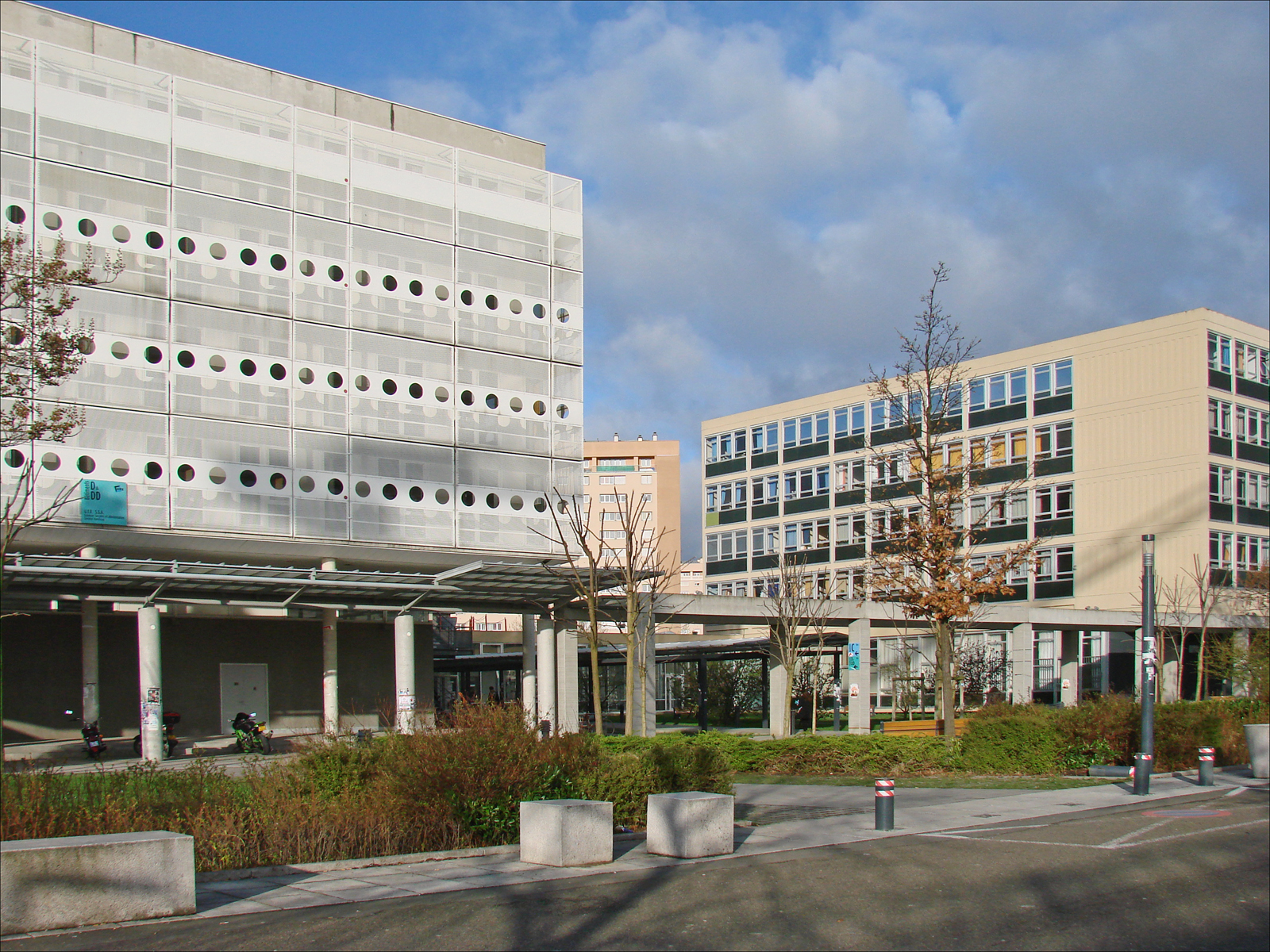
パリ第10大学

パリ第10大学（フランス語: Université Paris X）、現在の通称「パリ・ナンテール大学（Université Paris Nanterre）」は、かつて存在した旧パリ大学の一つ。パリ西部の郊外ナンテールに位置し、ヴェルサイユ大学区に属している。
1968年の五月革命(フランス)における学生運動の舞台となった経緯もあり、旧パリ大学の中でも特に国際性・社会性に富み前衛的な校風が特徴である。
フランスの最も権威ある大学の一つに数えられ、主に法学・人文学・政治学・社会学・経済学・地理学の分野で、多くの著名人を輩出している名門校である。

## 卒業生
- クリスティーヌ・ラガルド　欧州中央銀行（ECB）総裁
- ドミニク・ストロス＝カーン　経済学者・法律家
- アンヌ・イダルゴ　パリ市長
- ドミニク・ド・ビルパン　作家・元フランス共和国首相
- エマニュエル・マクロン　フランス共和国大統領
- ニコラ・サルコジ　元フランス共和国大統領
- 小林康夫　東京大学名誉教授
- 國分浩一郎　東京大学教授
- 千葉雅也　立命館大学教授
- 萱野稔人　津田塾大学総合政策学部長
- 鄭麗君　台湾の政治家
- アブデラジズ・ジェラド　アルジェリア首相
- アホメド・アライタ・アリ　駐日ジブチ大使

他多数

### Selected Master's programs.
- Master in Banking and Finance Paris X Nanterre
- Master in Financial Management Paris X Nanterre
- Master in Project Finance and Structured Finance Paris X Nanterre - Ecole des Ponts et Chaussees
- Master in Controlling Paris X Nanterre
- Master in intellectual property and internet law